# Leontina Albina Espinoza
Leontina Judith Albina Espinoza (1925 - 7 tháng 8 năm 1998) là một người phụ nữ đến từ Colina, Chile, được cho là người mẹ sung mãn nhất thế giới.
Cô được ghi vào Sách kỷ lục Guinness năm 1983 vì đã sinh 58 đứa trẻ. Theo chồng của cô, Gerardo Secundo Albina, hai vợ chồng đã kết hôn vào năm 1946 tại Argentina và có năm lần sinh ba - tất cả đều là con trai - trước khi di cư sang Chile. Đến cuối những năm 1980, chỉ 40 trẻ em - 24 nam và 16 nữ - vẫn còn sống, và Associated Press đưa tin rằng 18 người con trong số đó vẫn sống cùng cặp vợ chồng sống trong căn lều hai phòng chật chội của họ ở ngoại ô thành phố Santiago.
Những đứa con khac sinh sống rải rác trên khắp thế giới, từ Nhật Bản đến Thụy Điển đến Hoa Kỳ.

## Tiểu sử
Leontina đã bị bỏ rơi khi còn là một đứa trẻ sơ sinh cùng với hai anh trai của cô. Họ được nuôi dưỡng trong một trại trẻ mồ côi do nhà thờ điều hành, nhưng bị tách ra khi hai anh em được nhận nuôi trong khi cô ở lại trong trại trẻ mồ côi.
Năm 12 tuổi, cô bỏ trốn và kết hôn với Gerardo, một tài xế con lai 30 tuổi. Cô nói rằng vì cô đã bị bỏ rơi khi còn là một đứa trẻ sơ sinh, cô đã cam kết sẽ không bao giờ từ bỏ bất kỳ đứa trẻ nào. Mặc dù ở độ tuổi từ 59 đến 62 tại thời điểm phỏng vấn Times, cô vẫn cởi mở với triển vọng có thêm con, mặc dù cô nhận ra rằng đó sẽ là một cuộc đấu tranh: "Nếu Chúa gửi chúng cho tôi, vâng. Nhưng tôi thích Chúa cũng xem xét tôi, bây giờ tôi đang đến tuổi già. "
Cô đã thử kiểm soát sinh đẻ bằng dụng cụ tử cung nhưng không thành công: "Dù sao tôi cũng có thai và suýt chết... Tôi nghĩ đó là một hình phạt từ Chúa vì đã làm điều gì đó tôi không nên làm."
Khi câu chuyện của Leontina trở nên công khai, cô trở thành một người nổi tiếng ở Chile. Cô xuất hiện trên chương trình truyền hình nổi tiếng Sábados Gigante de Don Francisco, người dẫn chương trình Mario Kreutzberger (còn gọi là Don Francisco) đã trao tặng cô một giải thưởng cho khả năng sinh sản và sự tận tâm của bà mẹ.
Mặc dù các giấy tờ của cô tại Cơ quan đăng ký dân sự Chile cho thấy cô đã sinh 20 đứa con kể từ năm 1955.
Geraldo, lúc đó 91 tuổi, đã bỏ trốn, trong khi cảnh sát đang điều tra một số người con và người thân khác của cặp vợ chồng vì đã tham gia vào vụ lừa đảo.